# Kazys Zulonas
Kazys Zulonas (*  23. April 1950 in Nociūnai, Rajongemeinde Kupiškis) ist ein litauischer Politiker und General der Feuerwehr.

## Leben
1978 absolvierte er die Hochschule des technischen Ingenieurfeuerwehrs Moskau und wurde Ingenieur der Feuerwehrsicherheit.
Ab 1971 arbeitete er bei der Feuerwehr in Sowjetlitauen. Von 1990 bis 1994 leitete er die Feuerwehr Vilnius und von 1994 bis 2006 als Direktor die Feuerwehr Litauens am Innenministerium Litauens. 2003 wurde er vom Ministerpräsidenten Algirdas Brazauskas zum General im Innendienst befördert. Von 2008 bis 2010 leitete er  als Direktor das Departament für Vermögen der Verwaltung der Stadtgemeinde Vilnius. Danach war er Berater beim Unternehmen UAB „EMP recycling“. Seit 2011 ist er Mitglied im Rat der Stadtgemeinde Vilnius.
Er ist Mitglied von Tvarka ir teisingumas.
Er ist verheiratet. Mit Frau Irutė hat er die Tochter Jorika Kybartienė.

## Auszeichnung
- Gediminas-Orden, 4. Stufe